# Sarah Greene
Pour les articles homonymes, voir Greene.
Sarah Greene, née le 24 juillet 1984 à Cork (Irlande), est une actrice et chanteuse irlandaise.

## Biographie
Sarah Greene est connue pour son rôle de Helen McCormick dans les productions à West End (Londres) et à Broadway de la pièce The Cripple of Inishmaan (en) pour lequel elle a été nommée en 2014 pour le prix Laurence Olivier de la meilleure actrice dans un second rôle, et pour le Tony Award de la meilleure actrice dans une pièce.
De 2015 à 2016 elle joue dans les deux dernières saisons de Penny Dreadful.

## Filmographie

### Cinéma
- 2008 : Eden de Declan Recks : Imelda Egan
- 2010 : My Brothers de Paul Fraser : Rose
- 2011 : L'Irlandais (The Guard) de John Michael McDonagh : Sinead Mulligan
- 2014 : Christina Noble (Noble) de Stephen Bradley : Christina jeune
- 2014 : Standby de Rob Burke et Ronan Burke : une hipster
- 2015 : A vif ! (Burnt) de John Wells : Kaitlin
- 2018 : The Renegade (Black '47) de Lance Daly : Ellie
- 2018 : Dublin Oldschool de Dave Tynan
- 2018 : Rosie Davis (Rosie) de Paddy Breathnach : Rosie Davis
- 2023 : Saints and Sinners (In the Land of Saints and Sinners) de Robert Lorenz : Sinéad

### Télévision

#### Séries télévisées
- 2009 : Psych Ward : Jenny McArdle
- 2010 : Raw : Sarah
- 2014 : The Assets : Laura
- 2014 : Vikings : La princesse Judith de Northumbrie
- 2015 - 2016 : Penny Dreadful : Hecate Poole
- 2016 : Rebellion : May Lacey
- 2017 : Ransom : Maxine Carlson
- 2019 : Dublin Murders : Cassie Maddox
- 2020 : Normal People : Lorraine
- 2022 :  Bad Sisters : Bibi Garvey

### Jeux vidéo
- 2013 : Assassin's Creed IV Black Flag : Anne Bonny
- 2016 : The Bunker : Margaret